# Рой Кан
Рой Кан (на норвежки: Roy Sætre Khantatat, Рой Сетре Кантата) е норвежки певец, бивш вокалист на метъл групата „Камелот“. Преди началото на кариерата си като метъл вокалист три години Кан е учил оперно пеене в Норвегия.
Бил е вокалист на групата Conception, а от 1998 до 2010 пее с „Камелот“.